# Peter's Little Picnic
Peter's Little Picnic è un cortometraggio muto del 1913 diretto da Hay Plumb.

## Trama
Dei vagabondi rubano la barca di una coppia che sta facendo un picnic.

## Produzione
Il film fu prodotto dalla Hepworth.

## Distribuzione
Distribuito dalla Hepworth, il film - un cortometraggio di 160 metri - uscì nelle sale cinematografiche britanniche nel giugno 1913.
Fu distrutto nel 1924 dallo stesso produttore, Cecil M. Hepworth. Fallito, in gravissime difficoltà finanziarie, Hepworth pensò in questo modo di poter almeno recuperare il nitrato d'argento della pellicola.